# St. Katharina (Oberkirchen)

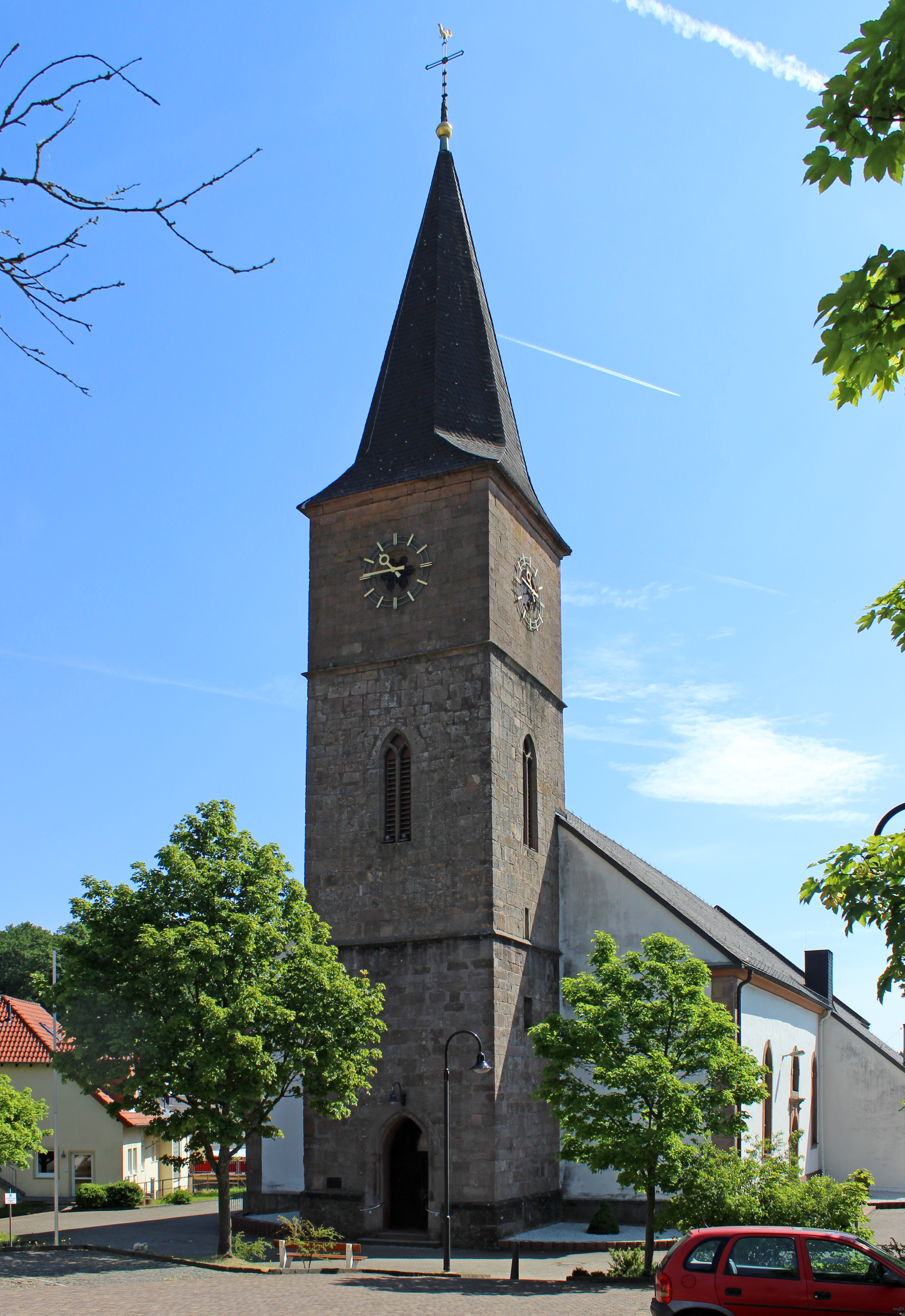
Die katholische Pfarrkirche St. Katharina in Oberkirchen

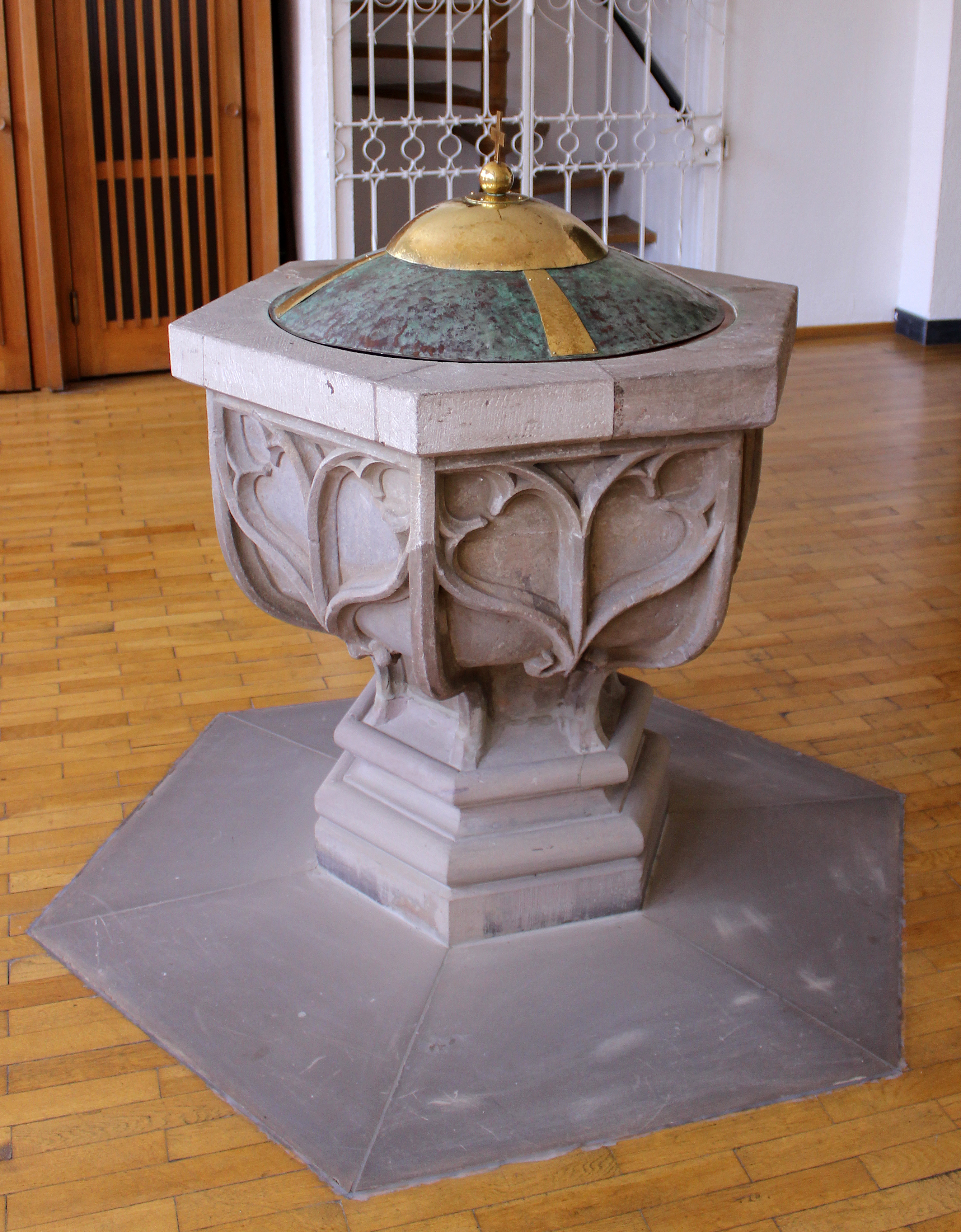
Taufstein aus dem Jahr 1473

Die Kirche St. Katharina ist eine der heiligen Katharina von Alexandrien gewidmete katholische Pfarrkirche in Oberkirchen, einem Ortsteil der Gemeinde Freisen im Landkreis St. Wendel, Saarland.

## Geschichte
Ältester Teil der Kirche ist der im Jahr 1414 errichtete Turm. In der Denkmalliste des Saarlandes ist er als Einzeldenkmal aufgeführt. An den Turm wurde um das Jahr 1760 ein neues Kirchenschiff in Form einer Saalkirche angebaut.
Aufgrund von Platzmangel wurde die Kirche in den Jahren 1956/1957 durch einen Erweiterungsbau nach Plänen von C. Engelhardt nach Osten hin vergrößert.
Im Rahmen der Erweiterung fanden auch umfangreiche Umbaumaßnahmen im Inneren der Kirche statt, die zur Folge hatten, dass das Gotteshaus seine Weihe verlor, da auch ein neuer Hochaltar aufgestellt wurde. Daher wurde die Kirche im August 1963 neu konsekriert.

## Kirchengebäude
Das Kirchengebäude gliedert sich in drei Teile, die jeweils zu unterschiedlichen Zeiten errichtet wurden: Den spätgotischen Turm, das barocke Kirchenschiff und den modernen Erweiterungsbau des Kirchenschiffes mit neuem Altarraum. Im Kirchturm, der aus Bruchsteinen erbaut wurde, befindet sich ein flaches Spitzbogenportal, in dem sich die Jahreszahl 1414 findet. Zwei umlaufende Gurtgesimse gliedern den Turm, der von einem Spitzhelm bekrönt wird.
Zur Ausstattung der Kirche gehören ein spätgotisches Taufbecken aus dem Jahr 1473 und Figuren aus dem 19. Jahrhundert. Das Taufbecken und die figürliche Ausstattung sind wie der Turm in der Denkmalliste als Einzeldenkmale aufgeführt.
Der Erweiterungsbau wird bestimmt von einem großen Wandbild auf der Rückseite des Altarraums.

## Orgel

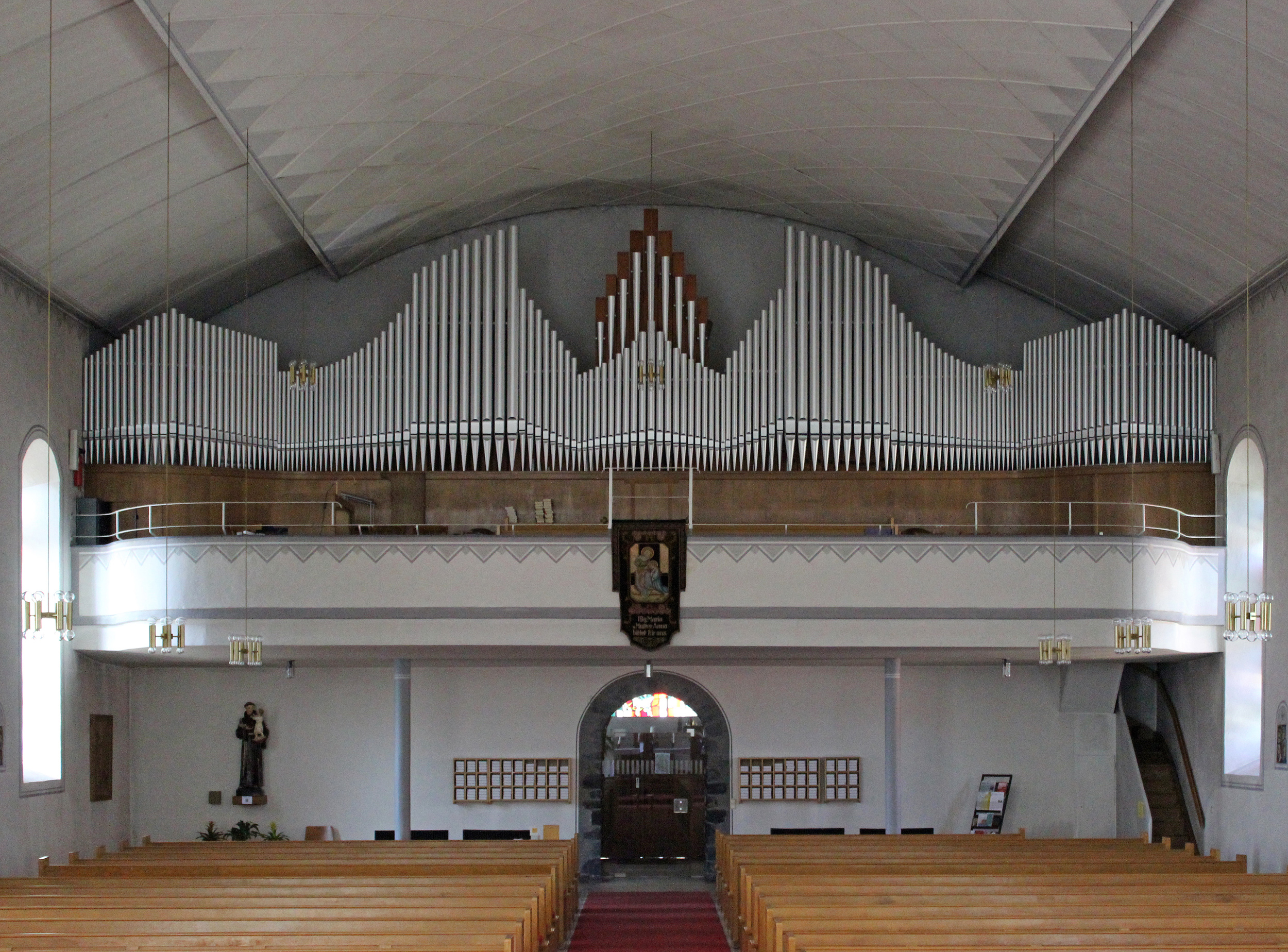
Blick zur Orgelempore

Die Orgel der Kirche wurde 1954 von der französischen Orgelbaufirma Haerpfer & Erman (Boulay) erbaut. Das Kegelladen-Instrument ist auf einer Empore aufgestellt und verfügt über 29 Register, verteilt auf 2 Manuale und Pedal. Spiel- und Registertraktur sind elektropneumatisch. 2015 erfolgte ein Umbau durch Thomas Gaida. Die Disposition lautet wie folgt:
| I Hauptwerk C–g3 |            |     |
| 1.               | Bordun     | 16′ |
| 2.               | Principal  | 8′  |
| 3.               | Gedeckt    | 8′  |
| 4.               | Salicional | 8′  |
| 5.               | Praestant  | 4′  |
| 6.               | Rohrflöte  | 4′  |
| 7.               | Oktave     | 2′  |
| 8.               | Mixtur IV  |     |
| 9.               | Krummhorn  | 8′  |

| II Schwellwerk C–g3 |                   |        |
| 10.                 | Singend Principal | 8′     |
| 11.                 | Holzflöte         | 8′     |
| 12.                 | Gambe             | 8′     |
| 13.                 | Schwebung         | 8′     |
| 14.                 | Nachthorn         | 8′     |
| 15.                 | Principal         | 4′     |
| 16.                 | Flöte             | 4′     |
| 17.                 | Nasat             | 2 ⁄3′  |
| 18.                 | Offenflöte        | 2′     |
| 19.                 | Terz              | 1 3⁄5′ |
| 20.                 | Zymbel III        |        |
| 21.                 | Fagott            | 16′    |
| 22.                 | Trompet           | 8′     |
| 23.                 | Clarine           | 4′     |
|                     | Trémolo           |        |

| Pedal C–f1 |               |     |
| 24.        | Violonbass    | 16′ |
| 25.        | Subbass       | 16′ |
| 26.        | Principalbass | 8′  |
| 27.        | Flötenbass    | 8′  |
| 28.        | Choralbass    | 4′  |
| 29.        | Posaune       | 16′ |

- Koppeln:
  - Normalkoppeln: II/I, I/P, II/P
  - Suboktavkoppeln: II/I
  - Superoktavkoppeln: II/I